# Organización territorial de Abjasia

Mapa de las diferentes subdivisiones de Abjasia: distritos, ciudades y asentamientos.

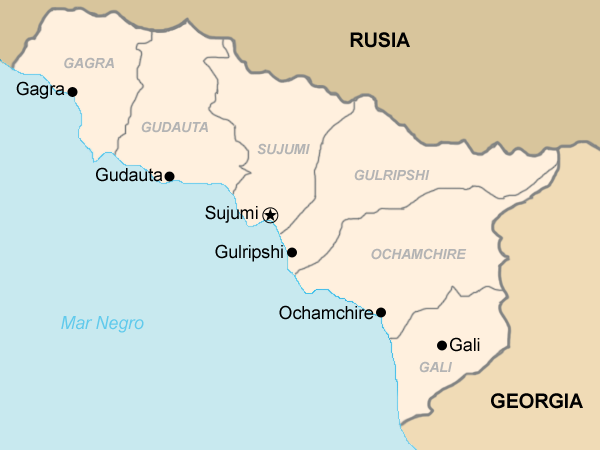
División administrativa de Abjasia según Georgia (6 distritos).

En la época soviética, la RASS de Abjasia se dividía en seis raiones (distritos) que llevaban el nombre de sus respectivas capitales.
Las divisiones administrativas de la república parcialmente reconocida de Abjasia se han mantenido igual, con una excepción: en 1995 se creó el distrito de Tkvarcheli alrededor de la ciudad de Tkvarcheli a partir de partes de los raiones de Ochamchira y Gali.
El gobierno georgiano, que reclama Abjasia como república autónoma pero carece de control sobre ella, no ha cambiado las divisiones soviéticas.

## Distritos
Los distritos son dirigidos por el jefe de la administración, que es simultáneamente alcalde de la capital del distrito, excepto en el caso de Sujumi. El jefe de la administración es nombrado por el presidente después de consultas con la asamblea del distrito. Anteriormente, el jefe era nombrado de entre los miembros de la asamblea del distrito, pero sin consultas, pero en la práctica el presidente a menudo nombraba a un jefe interino quien sería elegido posteriormente para la asamblea. El procedimiento actual fue adoptado por la Asamblea Popular de Abjasia el 29 de enero de 2016, sobre las propuestas de competencia para elegir al jefe directamente por la población del distrito o por los miembros de la asamblea, y después de votar casi unánimemente no cambiar el procedimiento anterior el 30 de julio de 2015.
| Número | Distrito          | Capital    | Población | Área (km²) | Densidad | Mapa                               |
| ------ | ----------------- | ---------- | --------- | ---------- | -------- | ---------------------------------- |
| 1      | Gagra             | Gagra      | 37002     | 772        | 47,93    | División administrativa de Abjasia |
| 2      | Gudauta           | Gudauta    | 34869     | 1640       | 21,26    | División administrativa de Abjasia |
| 3      | Sujumi (distrito) | Sujumi     | 11747     | 1523       | 7,71     | División administrativa de Abjasia |
|        | Sujumi (capital)  | Sujumi     | 43716     |            |          | División administrativa de Abjasia |
| 4      | Gulripshi         | Gulripshi  | 19918     | 1835       | 10,85    | División administrativa de Abjasia |
| 5      | Ochamchira        | Ochamchira | 24629     | 1868       | 13,18    | División administrativa de Abjasia |
| 6      | Tkvarcheli        | Tkvarcheli | 14777     | 543,9      | 27,17    | División administrativa de Abjasia |
| 7      | Gali              | Gali       | 30437     | 1003       | 30,35    | División administrativa de Abjasia |

## Ciudades

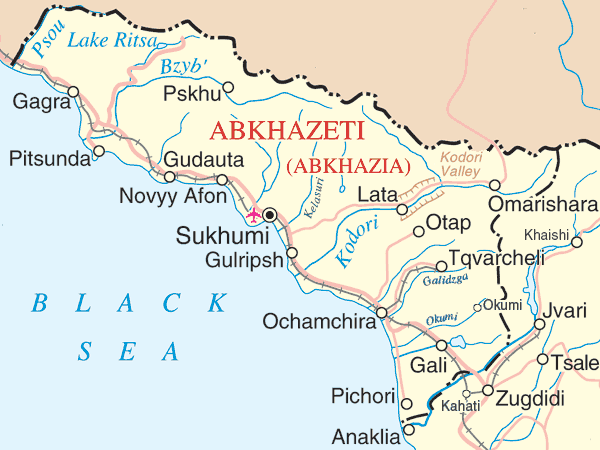
Mapa de las ciudades de Abjasia

- Gagra
- Gali
- Gudauta
- Novi Afon
- Ochamchira
- Pitsunda (desde 2007)[3]
- Sujumi
- Tkvarcheli

## Asentamientos urbanos
- Bzyb
- Gulripshi
- Leselidze
- Myussera
- Gantiadi

## Regiones históricas
Abjasia se ha dividido tradicionalmente en varias regiones históricas (corresponden aproximadamente a los distritos modernos que se dan entre paréntesis):
- Sadzen (distrito de Gagra y región de Sochi en Rusia)
- Bzyb (distrito de Gudauta)
- Gumaa (distrito de Sujumi)
- Abzhywa (Ochamchira y parte del distrito de Tkvarcheli)
- Samurzakan (Gali y parte del distrito de Tkvarcheli)
- Dal-Tsabal (distrito de Gulripshi)

Estas son las regiones mencionadas en la Constitución de Abjasia de 1994. Según la creencia popular (pero errónea) las siete franjas de la bandera de Abjasia corresponden a las siete regiones históricas del país, siendo la séptima Pskhu-Aibga.